# Gosei Sentai Dairanger
Gosei Sentai Dairanger (jap. 五星戦隊ダイレンジャー Gosei Sentai Dairenjā; Żołnierze Pięciu Gwiazd Dairanger) – japoński serial z gatunku tokusatsu z roku 1993. Jest siedemnastym serialem z sagi Super Sentai stworzonym przez Toei Company. Emitowany na kanale TV Asahi od 19 lutego 1993 roku do 11 lutego 1994. Serial liczył 50 odcinków. Wyprodukowano także 1 film o tym samym tytule.
Niektóre wątki serii zostały wykorzystane w drugiej części Mighty Morphin Power Rangers – mimo to piątka Dairangerów nie pojawia się jako nowa grupa. Kostium Kieł Rangera został wykorzystany jako kostium Białego Rangera.

## Fabuła
8000 lat temu w południowych Chinach powstała cywilizacja Daos. Tworzyły ją trzy grupy – Szura, Dai oraz Gorma. Wszystkie żyły w harmonii i zgodzie, dopóki Gorma nie postanowiła zdobyć władzy nad światem i ludźmi. Wojna między Triumwiratem Gormy a plemionem Dai trwała 5000 lat. Mityczne Bestie pojawiły się po stronie Dai a moc Gormy zaczęła wzrastać tak, że mogli zmieniać się w potwory. Piątka wojowników Dai użyła mocy Czi by kontrolować Mityczne Bestie, wskutek czego przetrwało tylko plemię Szura, czyli ludzie.
W 1993 roku Gorma odrodziła się. By zapobiec zniszczeniu ludzkości Mistrz Kaku zebrał piątkę młodych ludzi i przemienił ich w Dairangersów.

## Dairangersi
W skład ekipy wchodzi piątka (później szóstka) młodych ludzi z dużą ilością mocy Czi. Wszyscy potomkami plemiona Dai, z tym, że Kieł Ranger ma pochodzenie Dai i Gormy jednocześnie. Wszyscy, z wyjątkiem Kieł Rangera, noszą przydomek "Niebiańska Gwiazda". Wszyscy Dairangesi biorą udział w Wojnie Legend w Kaizoku Sentai Gokaiger, gdzie powstrzymują pierwszy atak Zangyaków na Ziemię. W Gokaiger występuje trzech Dairangersów w ludzkich postaciach: Ryō (ponadto pojawia się i w filmie Gokaiger vs Goseiger i w serialu), Shōji i Kazu (ci dwaj w ostatnim odcinku, kiedy klucze powracają do wszystkich Legend).
- Ryō (jap. 亮) / Smok Ranger (jap. リュウレンジャー Ryū Renjā; Ryu Ranger) – czerwony Dairanger, przywódca grupy. 23-letni kucharz, który chce gotować najlepsze pierogi jiaozi na świecie. Pracuje w Jokohamie, ma siostrę Yōko, którą wychowuje sam. Oboje są sierotami, nie wiedzieli wiele o przeszłości swych rodziców. Ich ojcem jest Chōryō, pierwszy partner Ryūseiō, który przeszedł na stronę Gormy by uzyskać nieśmiertelność. Od zniknięcia jego ojca był z ukrycia szpiegowany przez Kaku, który widział w nim ogromy potencjał do zostania wojownikiem. Podczas ataku Barona Sznura został uratowany przez Ryūseiō, a następnie bez własnej woli przyprowadzony do mistrza Kaku by ten pokazał mu moc Czi. Ryō widząc swą moc postanowił stać się jednym z Dairangerów. Jego rywalem staje się Jin Matoba, morderca. W ostatnim odcinku pokonuje on Shadama. Jego przydomek to Niebiańska Gwiazda Ognia (jap. 天火星 Tenkasei) co oznacza, że może władać ogniem. Do walki używa starożytnej odmiany kenpo – Stylu Smoka. 50 lat później jego wnuk zostaje kolejnym Smok Rangerem. Ryō pojawia się także w filmie Hyakujū Sentai Gaoranger vs Super Sentai wraz z 23 innymi czerwonymi. Pojawia się także w serialu Kaizoku Sentai Gokaiger jak i w filmie Gokaiger vs. Goseiger jako jeden ze 199 wojowników.
  - Broń: Podwójne Miecze Smoka (赤龍双竜剣 Sekiryū Sōryūken)
  - Ataki: Fala Ognia i Piorunów (jap. 稲妻炎上破 Inazuma Enjō Ha), Błysk Meteoru (jap. 流星閃光 Ryūsei Senkō)
  - Bestia Czi: Ryūseiō
- Daigo (jap. 大五) / Lew Ranger (jap. シシレンジャー Shishi Renjā; Shishi Ranger) – zielony Dairanger, 24-letni sprzedawca w sklepie zoologicznym, wrażliwy na cierpienie zarówno zwierząt jak i roślin. Najpoważniejszy i najbardziej spokojny z drużyny, zwykle wraz z Ryō pełni funkcję przywódcy grupy. Czuje miłość do starożytnej mistrzyni kenpo, zwanej Kujaku. W wolnych chwilach lubi wędkować. Daigo nosi przydomek Niebiańska Gwiazda Iluzji (jap. 天幻星 Tengensei), dzięki czemu ma zdolność do wytwarzania iluzji. W walce posługuje się dawną odmianą karate. 50 lat później jego wnuk staje się kolejnym Lew Rangerem.
  - Broń: Kij Lwa (獅子棍棒 Shishi Konbō)
  - Ataki: Ukrycie we Mgle (霧隠れ Kirigakure), Czysta Niewinność (無明無心 Mumyō Mushin)
  - Bestia Czi: Gwiezdny Lew
- Shōji (jap. 将児) / Pegaz Ranger (jap. テンマレンジャー Tenma Renjā; Tenma Ranger) – niebieski Dairanger, 20-letni bokser chcący zostać mistrzem świata. Jest zreformowanym gangsterem, lubi konkurencję, gra fair i zawsze trzyma się zasad i dotrzymuje słowa. Fizycznie najsilniejszy z grupy. Shōji jest miłym i ciepłym człowiekiem, ale łatwo go zdenerwować lub wystraszyć, więc jest również postacią komiczną. Jego rywalem jest Szef Kamikaze, przywódca bandy zwanej 3 Wyrzutki Gormy, który zerwał z nim umowę i kilkakrotnie go wrobił. Shōji przyjaźni się z Ryō i Kazu. Z pozoru darzy Lin uczuciem, jednak bardziej traktuje ją jak swoją młodszą siostrę aniżeli partnerkę życiową. Shōji nosi przydomek Niebiańska Gwiazda Ciężkości (jap. 天重星 Tenjūsei), może kontrolować grawitację i wszelkie zjawiska fizyczne tego typu. 50 lat po zakończeniu walki jego wnuk został kolejnym Pegaz Rangerem. Shōji pojawia się w ostatnim odcinku Gokaiger wraz z Kazu, gdzie odzyskują swoje moce.
  - Broń: Nunczaku Pegaza (テンマヌンチャク Tenma Nunchaku)
  - Ataki: Odwrócenie Grawitacji (重力逆転破 Jūryoku Gyakutenha), Obrotowe Kopnięcia (回転蹴り Kaiten Geri)
  - Bestia Czi: Gwiezdny Pegaz
- Kazu (jap. 知) / Kirin Ranger (jap. キリンレンジャー Kirin Renjā; Qilin Ranger) – żółty Dairanger, 20-letni fryzjer, tancerz i bawidamek. Uciekł z domu 5 lata wcześniej do Tokio, został wtedy przygarnięty przez staruszkę sprzedającą ramen, której od czasu do czasu pomaga. Kazu jest narwany, często nie pomyśli przed zrobieniem czegoś. Mimo to od czasu do czasu wykazuje się sprytem co ratuje go z kłopotów. Zaprzyjaźnił się z Kameo, człowiekiem będącym tak naprawdę Mityczną Bestią. Jego przydomek to Niebiańska Gwiazda Czasu (jap. 天時星 Tenjisei), Kazu umie kontrolować czas. Posługuje się stylem pijanej pięści (jest to nawiązanie do zabawy językowej, ponieważ bestia Kazu to Kirin, a taką samą nazwę ma japońska marka piwa). 50 lat później jego wnuk został następnym Kirin Rangerem. Kazu pojawia się w ostatnim odcinku Gokaiger wraz z Shōjim, gdzie odzyskują swoje moce.
  - Broń: Dziewięcioczęściowa Lina Kirina (麒麟九節鞭 Kirin Ku-setsu Ben)
  - Ataki: Cofnięcie Czasu (jap. 時間返し Jikan Gaeshi), Wybuchowa Pięść Kirina (麒麟爆弾パンチ Kirin Bakudan Panchi), Cios Głową (頭突き落とし Zutsuki Otoshi)
  - Bestia Czi: Gwiezdny Kirin
- Lin (jap. リン Rin) / Feniks Ranger (jap. ホウオウレンジャー Hōō Renjā; Houou Ranger) – różowy Dairanger, 18-latka z Chin, siostrzenica Kaku. Przyjechała do Japonii aby studiować oraz zostać Dairangerką. Postanowiła zaopiekować się Kō, którego początkowo nie znosiła, ponieważ lubił patrzeć jej pod spódnicę i obmacywać ją, jednak z czasem go polubiła i została namiastką jego matki. Z wzajemnością zakochała się w członku Gormy, jednak musiała go zabić. Nosi przydomek Niebiańska Gwiazda Wiatru (jap. 天風星 Tenpūsei), włada wiatrem. Ponadto jest jedyną z drużyny, która umie się posługiwać Czi nie będąc przemienioną w Dairangerkę. Walczy starożytnym Kung-fu stylu Orła. Wyszła za Kō kilkanaście lat po walce a 50 lat po pokonaniu Gormy ich wnuczka została kolejną Feniks Rangerką.
  - Broń: Włócznia Feniksa (ヤリ鳳凰 Yari Hōō)
  - Ataki: Prostolinijne Tornado (一文字竜巻 Ichimonji Tatsumaki), Prostolinijny Nacisk (一文字プレス Ichimonji Puresu), Wichurowe Cięcie (大輪剣旋風斬り Dairinken Senpū Kiri)
  - Bestia Czi: Gwiezdny Feniks
- Kō (jap. コウ Kō) / Kieł Ranger (jap. キバレンジャー Kiba Renjā; Kiba Ranger) – biały Dairanger, 9-letni chłopak, który wyciągnął Byakkoshinkena ze skały i stał się szóstym Dairangerem. Kō jest chuliganem i zboczeńcem, lubi patrzeć na dziewczęce majtki (kiedyś użył Czi do swoich niecnych zamiarów). Ofiarą jego zboczenia często pada Lin, z którą mieszka i którą chce poślubić. Nigdy nie rozstaje się z deskorolką. Początkowo jako Kieł Ranger przemawiał głosem Byakko i tylko Kaku znał jego sekret. Trzymał swą drugą tożsamość w tajemnicy przed innymi wojownikami, ponieważ sądził, że zrobią z niego pośmiewisko (Kō jest pierwszym dzieckiem-wojownikiem w Sentai). W 29 odcinku Dairangersi odkrywają jego sekret. Kō jest bliźniakiem Akomaru, jednocześnie synem Shadama. Akomaru trafił w ręce ojca, który nie chciał się nim zajmować, zaś Kō pozostał z matką. Gdy miał 4 lata jego matka przed zniknięciem wypaliła mu na ręce tygrysa aby stłumić w nim moc You. Jego głównym celem jest ponowne spotkanie się ze swoją mamą. Musi to zrobić do dnia w którym skończy 10 lat. Kou nosi przydomek Nowa Gwiazda Ryku (jap. 吼新星 Koshinsei), potrafi władać dźwiękiem. 50 lat po pokonaniu Gormy był mężem Lin i szefem wielu korporacji. Jego wnuczka została następczynią Lin.
  - Broń: Byakkoshinken
  - Ataki: Rozszarpujące Echo (乱れ山彦 Midare Yamabiko), Błysk Białego Tygrysa (白虎一閃 Byakko Issen), Furia Kłów (牙突進 Gatotsushin)
  - Bestia Czi: Wong Tygrys

### Pomocnicy
- Mistrz Kaku (jap. 道士嘉挧 Dōshi Kaku)/Pułkownik Kaku (jap. 嘉挧参謀長 Kaku Sanbōchō) – niegdyś oficer Gormy, obecnie członek Dai. Jest mentorem Dairangerów i byłym podopiecznym Guhona. Obudził Ryūseiō by pomógł Dairangerom. Gdy wróciła bestia zwana Daijinryū, Kaku postanowił zawiązać przymierze z Gormą Piętnastym, jednak ten po opuszczeniu przez Ziemię Daijinryū zerwał je. W końcu postanowił dołączyć do Gormy ponownie, nosi od tego czasu czerwoną zbroję z jednooką maską. Kaku zrobił to specjalnie i nie zdradził swoich towarzyszy, ponieważ postanowił zakończyć wojnę poprzez zostanie Szesnastym Cesarzem Gormy i połączeniu Czi i mocy You. Zginął podczas pojedynku z Shadamem. Objawił się potem drużynie i powiedział, że jeżeli zostanie zniszczona moc You, zniknie również moc Dai jak i cały świat.
- Yōko (jap. ようこ) – młodsza siostra Ryō, córka Chōrya. Nie odgrywa znaczącej roli w serialu, pojawia się zaledwie kilka razy.
- Żelazna Maska Chōryō (jap. 鉄面臂張遼 Tetsumenpi Chōryō) – ojciec Ryō i Yōko pierwszy partner Ryūseiō. Zdradził plemię Dai i został w Gormie by być nieśmiertelnym. Miał jednak cząstkę dobroci i poślubił Japonkę i założył rodzinę. Gdy Yōko się urodziła, Chōryō został wezwany przez Arcybiskupa Riji, jego mistrza. Został potem wysłany przez Gormę by pokonać Dairangerów, ale gdy okazało się, że jego syn jest jednym z nich, Chōryō pojął w końcu swe błędy i zdradził Riji'ego. Niestety został przez niego śmiertelnie zraniony. Gdy umierał pojawiły się duchy czwórki jego kompanów, które przebaczyły mu. Chōryō i jego przyjaciele zdradzają drużynie sekret Klejnotów Lailai wskutek czego powstaje Dairen'ō. Po wyzwoleniu mocy połączenia Chōryō umiera na rękach syna.
- Wielki Mistrz Guhon (jap. 老道士虞翻 Rōdōshi Guhon) – przybrany dziadek Lin, właściwie jest bratem jej babci od strony ojca. Z pozoru wygląda na zwykłego staruszka, jednak jest świetnym wojownikiem i nauczycielem Kaku. To on stworzył prawie całe uzbrojenie Dairangerów – od Aura Changerów, poprzez Dairinkeny aż do Super Bazooki Czi. Przed incydentem z Bachorem Kabuki powierzył ochronę Byakka swojej dwudziestoletniej kochance Shōkyō (jap. 小喬), po czym zatyka go w skale aż przyjdzie po niego prawowity właściciel. Po powrocie do Chin Guhon i Shōkyō biorą ślub. Powrócił do Japonii w połowie serialu by stworzyć Super Bazookę Czi.
- Kujaku (jap. クジャク) – jej imię dosłownie znaczy Pawica. Mistrzyni kenpo, w której zakochał się Daigo. 6 tys. lat temu była przyjaciółką Gary, jednak ich przyjaźń zakończyła się, kiedy ta uratowała Kujaku od spadających kamieni. Kujaku postanowiła zostać następczynią Pawiego Buddy. Podczas wojny Gormy i Dai, została wrobiona przez Garę i zamknięta przez Gormę używającego luster. Po wyzwoleniu jej przez Daigo, celem Kujaku stała się zemsta na Garze. Była wtedy na tyle zdesperowana, że nie zwracała uwagi na czyjeś bezpieczeństwo. Jednak stan jej zdrowia pogarszał się poprzez zanieczyszczenie powietrza. Jedynym ratunkiem były Łzy Świętego Pawia, które mogły wyleczyć każdą chorobę. Podczas pojedynku z Garą, Kujaku oślepiła ją, jednak gdy znalazła Pawie Łzy, postanowiła poświęcić je dla niej. W końcu Kujaku umarła na rękach Daigo. Gdy Dairangersi stracili moc, objawiła się Daigo z prośbą, by nie mścił się za nią.
- Byakkoshinken (jap. 白虎真剣 Miecz Białego Tygrysa) – pieszczotliwie zwany "Byakko", jedyna broń Kieł Rangera. Jest to mówiący miecz z głową w kształcie białego tygrysa. Przybył do Chin wraz z Guhonem i jego kochanką Shōkyō by odnaleźć szóstego Dairangera. Byakko pierwszy raz pojawił się wraz z Shōkyō, która była zobowiązana do jego ochrony, póki Guhon nie wbił go do skały. Byakko od tamtej pory czekał, aż prawowity właściciel go stamtąd wyciągnie. Okazało się, że jest nim Kō, który wyjmuje go w 17 odcinku i staje się Kieł Rangerem. Byakko pełni rolę jego najlepszego przyjaciela, mentora i anioła stróża, sam umie kontrolować Czi. Kiedy Kō został Dairangerem chciał ukryć swą tożsamość przed pozostałymi wojownikami, więc Kieł Ranger przemawiał głosem Byakko, jednak później Kō zdradza swą tajemnicę.
- Matka Kou i Akomaru (コウと阿古丸の母 Kō to Akomaru no Haha) – żona Shadama, należy do Dai. Ma dużą energię Czi. Gdy Kou miał pięć lat wypaliła mu na ręce tatuaż w kształcie tygrysa by stłumić jego energię You. Po tym incydencie zniknęła, ponieważ została porwana przez Gormę, by Shadam dowiedział się czegoś o Akomaru. Odnalezienie jej jest głównym celem Kō. Użyła Byakka by uratować Kou. Kochała obu swoich synów. Zginęła w jaskini wraz z Akomaru. Gdy piątka straciła moc podczas walki z Zaidosem, Matka Kou objawiła się Lin by dać jej słowa otuchy.

### Mityczne Bestie Czi
Mityczne Bestie Czi (気伝獣 Kidenjū) są to istoty zrodzone z mocy Czi używanej przez plemię Dai. Istnieje 8 takich bestii, z tym że jedna – najważniejsza, nie stoi ani po stronie głównych bohaterów, ani po stronie Gormy. Siedem pozostałych posiada kryształy LaiLai, pozwalające im się połączyć.
W II sezonie Mighty Morphin Power Rangers Mityczne Bestie Czi są znane jako Grzmotozordy.
- Mityczna Bestia Czi Ryūseiō (jap. 気伝獣龍星王 Kidenjū Ryūseiō; Król Smoczej Gwiazdy) – jest to czerwona bestia przypominająca chińskiego smoka, należąca do Smok Rangera. Jako jeden z dwóch, Ryūseiō może zmienić formę na bojową stając się Mitycznym Wojownikiem Czi Ryūseiō, uzbrojonym w kij bojowy. W tej formie może połączyć się z bestiami pozostałej czwórki tworząc szkielet i część lancy Dairenou.
- Mityczna Bestia Czi Gwiezdny Lew (jap. 気伝獣星獅子 Kidenjū Sei Shishi) – jest to zielona bestia przypominająca lwa, która należy do Lew Rangera. Może wytwarzać iluzję i mgłę. Może połączyć się z Pegazem, Kirinem i Feniksem w Niebiański Pałac Czi. Formuje ręce, hełm, zbroję, fragment pasa i miecz Dairenou a także naramienniki i tylną zbroję Kiba Daiou.
- Mityczna Bestia Czi Gwiezdny Pegaz (jap. 気伝獣星天馬 Kidenjū Sei Tenma) – jest to niebieska bestia przypominająca pegaza, należąca do Pegaz Rangera. Może latać, kontrolować grawitację i rzucać kamienie w przeciwnika. Może połączyć się z Lwem, Kirinem i Feniksem w Niebiański Pałac Czi. Formuje prawą nogę Dairenou oraz Kiba Daiou.
- Mityczna Bestia Czi Gwiezdny Kirin (jap. 気伝獣星麒麟 Kidenjū Sei Kirin) – jest to żółta bestia przypominająca chińskiego mitycznego konia – kirina, należąca do Kirin Rangera. Potrafi latać, miotać ogniste kule i kontrolować czasoprzestrzeń. Formuje lewą nogę Dairenou oraz Kiba Daiou.
- Mityczna Bestia Czi Gwiezdny Feniks (jap. 気伝獣星鳳凰 Kidenjū Sei Hōō) – jest to czerwona, ptasia bestia przypominająca fenghuanga – chińskiego feniksa, należąca do Feniks Rangera. Z racji tego, że jest to ptak, może latać i kontrolować wiatr. Formuje pas i ostrze lancy Dairenou oraz rękawicę Kiba Daiō.
- Mityczna Bestia Czi Wong Tygrys (jap. 気伝獣ウォンタイガ Kidenjū Won Taigā; Król Tygrys) – jest to ogromna bestia przypominająca białego tygrysa, należąca do Kieł Rangera. Narodziła się w 22 odcinku poprzez połączenie mocy Czi Dairangerów, Kaku oraz piątki Mitycznych Bestii Czi. Podobnie jak Ryūseiō, Wong Tygrys może zmienić formę na Mitycznego Wojownika Czi Wong Tygrysa, uzbrojonego w złoty miecz. W tej formie może połączyć się z Lwem, Feniksem, Pegazem i Kirinem tworząc korpus Kiba Daiou.
- Kameo (jap. 亀夫)/Super Mityczna Bestia Czi Daimugen (jap. 超気伝獣ダイムゲン Chō Kidenjū Daimugen) – jest to ogromny, zielony żółw, który przybrał kształt człowieka, lecz zapomniał o swej przeszłości. Kameo jest świrem na punkcie żółwi, który wcześniej uciekł od wojny między Gormą a Dai. Poznał tożsamości Dairangerów i chciał stworzyć książkę dla dzieci. Gdy odnalazł jeden z 7 kryształów LaiLai przypomniał prawdę o sobie, i zmienił się z powrotem w Daimugena. Kameo pomaga drużynie jeśli naprawdę tego potrzebują. Tylko on jest w stanie wykrzymać atak Daijinryū. Podobnie jak Ryūseiō i Wong Tygrys, Daimugen posiada drugą formę – Super Wojownika Czi Daimugena, który może leczyć obydwie bestie. Może połączyć się z Dairenou i Wong Tigerem tworząc Wielki Pałac Czi. Zaprzyjaźniony z Kazu, objawił mu się, gdy Dairangerzy stracili moc. Z wyglądu przypomina Gamerę, jednego z najsłynniejszych japońskich potworów.
- Daijinryū (jap. 大神竜 Wielki Smoczy Bóg) – jest to najpotężniejsza bestia Ki. Z wyglądu przypomina większą wersję Ryūseiō, jednak w kolorze zielonym. Daijinryū ma za zadanie utrzymać naturalną harmonię dobra i zła, a więc nie stoi ani po stronie Dairangerów, ani po stronie Gormy. Mimo to w ostatnim odcinku smok zrozumiał, że to Gorma jest problemem i pomaga Dairangerom ją pojmać.

### Połączenia Kidenjū
- Dairen'ō (jap. 五星合体大連王 Gosei Gattai Dairen'ō; Fuzja 5 Gwiazd – Wielki Król Zjednoczenia) – pierwszy "robot" Dairangersów, połączenie pięciu pierwszych Kidenjū. Ryūseiō w formie wojownika formuje szkielet robota i trzon lancy, Gwiezdny Lew ręce, hełm, kokpit, miecz i część pasa, Feniks ostrze lancy i pas, Kirin i Pegaz odpowiednio lewą i prawą nogę. Dairen'ō pojawił się pierwszy raz w odcinku 8, kiedy ojciec Ryō wyjawia bohaterom sekret kryształów LaiLai. Dairen'ō posiada lancę zwaną Dai Oszczepem a także Miecz Wielkiego Króla (大王剣 Daiōken).
- Tenkū Kiden (jap. 四星合体天空気殿 Shisei Gattai Tenkū Kiden; Fuzja 4 Gwiazd – Niebiański Pałac Czi) – połączenie Gwiezdnego Lwa (środek), Pegaza (prawa część), Kirina (lewa część) i Feniksa (góra). Połączenie to przypomina latający czołg, na którym może jeździć Ryūseiō w formie wojownika.
- Kiba Daiō (jap. 新星合体牙大王 Shinsei Gattai KibaDaiō; Fuzja Nowej Gwiazdy – Wielki Król Kłów) – połączenie Wong Tygrysa z Tenkū Kidenem. Tygrys formuje główne ciało robota, Lew plecy i naramienniki, Feniks rękawicę a Kirin i Pegaz odpowiednio lewą i prawą nogę. Jest to jakby inna wersja Dairen'ō, tylko że zamiast Ryūseiō jest Wong Tygrys. Jego bronią jest rękawica uformowana z Gwiezdnego Feniksa.
- Jūkō Kiden (jap. 七星合体重甲気殿 Shichisei Gattai Jūkō Kiden; Fuzja 7 Gwiazd – Wielki Pałac Czi) – połączenie wszystkich 7 Kidenjū. Podstawę formuje Daimugen, w którego środku przebywa Wong Tygrys. Na grzbiecie Daimugena jest Tenkū Kiden, na którym stoi Ryūseiō. Najpotężniejsza kombinacja występująca w serialu.

### Broń
- Aura Changer (オーラチェンジャー Ōra Chenjā) – moduł transformacji pierwszej piątki. Są to w zasadzie 2 bransoletki, z których jedna (noszona na prawej ręce) pełni rolę klucza a druga (noszona na lewej) jest "silnikiem". Lewa służy także do komunikacji między wojownikami. By zmienić się w Dairangera należy wypowiedzieć zdanie Przemiana Czi! Aura Changer (気力転身!オーラチェンジャー! Kiryoku Tenshin! Ōra Chenjā!) a następnie wsadzić klucz w lewą bransoletkę.
- Miecz Gwiezdny (スターソード Sutā Sōdo, Star Sword) – jedna z podstawowych broni Dairangersów. Każdy wojownik (z wyłączeniem Kieł Rangera) posiada jeden taki. Miecze te służą także do wzywania Kidenjū.
- Siekacz Gwiezdny (スターカッター Sutā Kattā, Star Cutter)- długi nóż, obok Miecza Gwiezdnego to jedna z podstawowych broni drużyny, ma go każdy wojownik z pierwszej piątki.
- Daibuster (ダイバスター Dai Basutā) – połączenie Siekacza Gwiezdnego i Miecza Gwiezdnego. Jest to pistolet laserowy.
- Dairen Kij (ダイレンロッド Dairen Roddo, Dairen Rod) – długi, czerwony kij, którego posiada każdy z wojowników. Występuje w wersji z końcówką (różną dla każdego Dairangersa) lub bez. Smok Ranger posiada końcówkę w stylu ostrza naginaty, Lew Ranger widły z dwoma zębami, Pegaz Ranger ma włócznię mnichów buddyjskich, Kirin Ranger lancę a Feniks Ranger końcówkę z 4 ostrzami. Dairen Kije mogą przekształcić się w osobiste bronie drużyny.
- Dairinken (大輪剣) – są to koliste ostrza, które zostały stworzone przez Guhona. Każdy wojownik posiada 2 Dairinkeny, ponadto może do nich przyczepić końcówkę Dairen Kija.
- Bombardowanie Czi (気力ボンバー Kiryoku Bonbā, Kiryoku Bomber) – pierwszy atak ostateczny drużyny. Dairangersi zbierają swoje Czi w kule energii i rzucają w potwora.
- Super Bazooka Czi (スーパー気力バズーカ Sūpā Kiryoku Bazūka, Super Kiryoku Bazooka) – ogromne działo w kształcie głowy smoka, nowa broń ostateczna wojowników. Stworzona przez Guhona w 30 odcinku. Bazooka jest ładowana powiększonymi kryształami Lailai.
- Kiba Changer (キバチェンジャー Kiba Chenjā) – moduł przemiany Kieł Rangera. Składa się z klucza i bransoletki, którą Kō nosi na lewej ręce. Podczas transformacji Kō rośnie do rozmiarów dorosłej osoby. By zmienić się w Kieł Rangera Kō musi wypowiedzieć zdanie Przemiana Czi! Kiba Changer (気力転身!キバチェンジャー! Kiryoku Tenshin! Kiba Chenjā!) a następnie wsadzić klucz w bransoletkę.
- Motory Kiber (キバーマシーン Kibā Mashīn, Kiber Machine) - motocykle pierwszej piątki. Każdy wojownik posiada motor w swoim kolorze.

## Gorma
Gorma (jap. ゴーマ Gōma) to klan Daos władający mocą You, która pozwala im przemieniać się w potwory. 8000 lat wcześniej zaatakowali klany Dai i Szura z chęcią zdobycia władzy. Ich przywódcą jest ppłk. Shadam zaś władcą jest Piętnasty Cesarz Gormy. Triumwirat Gormy stanowią: mjr. Zaidos, ppłk. Shadam i ppłk. Gara.
- Podpułkownik Shadam (jap. シャダム中佐 Shadamu Chūsa)/Szesnasty Cesarz Gormy (jap. ゴーマ十六世 Gōma Jūrokusei) – główny czarny charakter. Przywódca Gormy, ojciec Akomaru i Kou. Należy do Triumwiratu Gormy. To właśnie on rozpętał wojnę między Gormą a Dai. Nienawidzi ludzi za ich słabość. Posiada formę bojową. Jego cel to zdobywanie coraz to większej pozycji w klanie by w końcu bez względu na okoliczności stać się cesarzem. W końcu po pokonaniu Kaku i zabiciu Piętnastego staje się cesarzem, kradnie kryształ cesarski by uzyskać nieograniczoną moc. Daijinryu zabiera mu ten kryształ a Shadam wraca do normalnej postaci. Uciekającego Shadama dopada Ryō, który pokonuje go w pojedynku na noże. Okazuje się, że Shadam jest glinianą kopią prawdziwego Shadama, który umarł wiele lat wcześniej i był wskrzeszany kilkanaście razy.
- Podpułkownik Gara (jap. ガラ中佐 Gara Chūsa) – jedyna kobieta w Triumwiracie. Gara, podobnie jak Shadam, jest glinianą kopią prawdziwej Gary. Była to dziewczynka z plemienia Dai, która była najlepszą przyjaciółką Kujaku i przeszła na stronę Gormy, ponieważ kiedy ocaliła Kujaku od spadającej ściany zraniła sówj policzek i po zagojeniu powstała blizna. Bała się pokazać się ludziom więc dołączyła do Gormy. Gara zginęła podczas wojny. Shadam stworzył jej glinianą kopię – czyli tą Garę, z którą walczą bohaterowie. Stworzyła swojego sobowtóra – Garę Widmo (jap. 生き霊ガラ Ikiryō Gara) wylewając swą krew na słomianą lalkę. Zamieniła się w piach, gdy poznała prawdę o swojej egzystencji.
- Major Zaidos (jap. ザイドス少佐 Zaidosu Shōsa) – ostatni z Triumwiratu, osiłek. Jest kluczową postacią z powodu jego siły, przypomina w tym trochę Monstera z Biomanów. Całkowicie oddany Shadamowi, lecz czasem nie zapomina o sobie. Przemienił Jina w potwora Gormy. Miał problemy z kontrolowaniem trójki wyrzutków, nie stłumił ich chęci rywalizacji. Jest odporny, przeżył atak ostateczną bronią Dairangerów – Wielkim Pałacem Czi. Podczas pojedynku Shadama i Kaku Zaidos miał zniszczyć wzmacniacze mocy Kaku. Mimo iż przeżył drugi raz atak Wielkiego Pałacu Czi, nie wytrzymał i zmienił się w prawdziwą formę, czyli glinianą lalkę stworzoną przez Shadama.
- Kotopotrosi (jap. コットポトロ Kottopotoro) – słabi żołnierze Gormy ubrani w czarne stroje podobne do smokingów. Na głowach noszą czarno-białe maski z czerwonymi ustami. Mogą zmieniać się w ludzi, służą każdemu potworowi Gormy. Osobistą gwardię Cesarza Gormy tworzą Kotopotrosi ubrani na czerwono.
- Generał Tenpo (jap. 天保将軍 Tenpō Shōgun) – drugi pod względem ważności po Cesarzu człowiek w Gormie, opiekun Akomaru i rywal Shadama. Został zabity przez Shadama w 48 odcinku, gdy odkrył, że Gorma XV jest lalką.
- Akomaru (jap. 阿古丸) – brat bliźniak Kou. Syn Shadama, jednak nie ma dobrych stosunków z ojcem. Został zaadoptowany przez generała Tenpo. Z powodu potencjału, jaki widzi w nim Gorma XV oraz bycia jego pupilem, Akomaru jest de facto ważniejszy od swego ojca. Próbował przeciągnąć Kou na swoją stronę, jednak nie udało mu się to. Zginął pierwszy raz przygnieciony przez głaz, jednak Piętnasty przywrócił go do życia przed jego 10-tymi urodzinami – 24 grudnia. Myślał z początku, że jego matka porzuciła go by zaopiekował się nim ignorujący go ojciec. Chłopcy zostali uratowani przez matkę, ponieważ według przepowiedni jeden z bliźniaków musiałby zginąć by drugi nie mógł przejąć nad nim władzy. Kou żył jak normalny chłopak, Akomaru jako członek Gormy. Razem z matką został zabity poprzez spadające głazy. Umarł, wiedząc na pewno, że był przez kogoś kochany.
- Piętnasty Cesarz Gormy (jap. ゴーマ十五世 Gōma Jūgōsei) – władca Gormy, który powrócił na powierzchnię by przywrócić świetność swego imperium. Jest wszechpotężny i nieśmiertelny, ponieważ posiada kryształ o niespotykanej mocy. Cesarz chce wiecznie panować nad Gormą, jednak mimo to kres jego życia się nieuchronnie zbliża i musi zostać wybrany jego następca. Okazało się, że jest on glinianą kopią prawdziwego Gormy XV, stworzoną przez Shadama, która posiadała własną wolę i nie była tego świadoma. Gorma XV rozpadł się na kawałki gdy nie chciał oddać władzy Shadamowi.
- Jin Matoba (jap. 的場陣 ジン Matoba Jin) – specjalista w każdej sztuce walki, jest mordercą, ale też dżentelmenem. Dla zabawy zabijał mistrzów sztuk walki, odkąd jego mistrz odciął mu lewą rękę. Od tamtej pory ma protezę, którą świetnie wyćwiczył. Lubi podrzucać monetą, i zanim ona spadnie, zabić przeciwnika. Godnym rywalem okazał się Ryō, z którym stoczył pojedynek, który przegrał. Sprzedał swą duszę Zaidosowi by uczynił go silniejszym. Mimo to nie dołącza do Gormy. Potem Zaidos zmienia go w potwora Garōki (jap. 餓狼鬼), wtedy Jin staje się mu posłuszny. Ryō podczas walki atakując potwora uwalnia Jina. Potwór zostaje pokonany przez Dairangerów. Potem Jin został zabity przez Kotpotrosów. Gdy Dairangersi stracili moc, Jin objawia się Ryō i mówi mu, żeby nie tracił wiary w siebie nawet wtedy, gdy nie jest Dairangerem.
- 3 Kretynów (jap. 三馬鹿 San Baka) – trójka podległa pod Zaidosa, jednak z powodu swej głupoty są ignorowani wśród innych. Trójkę stanowią: przywódca – Szef Kamikaze (jap. 神風大将 Kamikaze Taishō), zastępca – Prezes Nagrobek (jap. 墓石社長 Hakaishi Shachō) oraz Telefonowa Nauczycielka (jap. 電話先生 Denwa Sensei). Kamikaze lubi jeździć na motorze, Nagrobek ma w swojej głowie ukryte przyrządy (np. telewizor i zapalniczkę), Telefonowa może ściągnąć słuchawkę ze swojej głowy, która służy jako telefon lub gaśnica. Zawsze gdy się pojawiają, Dairangersi (a zwłaszcza Shōji) muszą z nimi pograć, czy to w piłkę, baseball, czy też ścigać się na motorach. Podczas gry, trójka często stosuje nieuczciwe zagrywki. Gdy Dairangersi stracili moc Trójka objawia się Shōjiemu i mówi by nie tracił wiary. Nie są aż tak źli, dlatego są bardziej przyjaciółmi drużyny niż ich wrogami.

## Odcinki
1. PRZEMIANA!!! (jap. 転身だァァッ Tenshin Daaā!!!) Wyemitowano dnia 19 lutego 1993.
2. MOC CZI!!! (jap. 気力だァァッ!! Kiryoku Daaā!!!) Wyemitowano dnia 26 lutego 1993.
3. Wasze dusze, proszę! (jap. 魂ちょうだい! Tamashii Chōdai!) Wyemitowano dnia 12 marca 1993.
4. Jesteśmy naiwni!! (jap. 俺たち甘いぜ!! Oretachi Amai ze!!) Wyemitowano dnia 19 marca 1993.
5. Wkurza mnie to! (jap. あっタマきたッ Attama Kita) Wyemitowano dnia 26 marca 1993.
6. Przetnij wiatr! (jap. 風よブッちぎれ Kaze yo Butchigire) Wyemitowano dnia 2 kwietnia 1993.
7. Zdrajca! (jap. 裏切り者ォッ! Uragirimonō!) Wyemitowano dnia 9 kwietnia 1993.
8. Tato!! (jap. おやじぃぃッ!! Oyajiī!!) Wyemitowano dnia 16 kwietnia 1993.
9. Nie bądź próżny (jap. うぬぼれるなッ Unuboreru na) Wyemitowano dnia 23 kwietnia 1993.
10. Ach, mściwa bogini (jap. あァ復讐の女神 Aa Fukushū no Megami) Wyemitowano dnia 30 kwietnia 1993.
11. Gauss magnesem (jap. 磁石でガウス! Jishaku de Gausu!) Wyemitowano dnia 7 maja 1993.
12. Pijany pożeracz tofu (jap. 豆腐で酔ったァ Tōfu de Yottaa) Wyemitowano dnia 14 maja 1993.
13. Ba-Bachor Kabuki (jap. カッカブキ小僧 Kakkabuki Kozō) Wyemitowano dnia 21 maja 1993.
14. Cóż, mamy ślub (jap. イヨッ結婚ぢゃ Iyokkekkon ja) Wyemitowano dnia 28 maja 1993.
15. Futbol 3 Kretynów (jap. 3バカサッカー San Baka Sakkā) Wyemitowano dnia 4 czerwca 1993.
16. Drżące dzieci-kamienie (jap. ゴロゴロ子供石 Gorogoro Kodomo Ishi) Wyemitowano dnia 11 czerwca 1993.
17. Oto jest, nowy bohater (jap. 出ました新戦士(ニューヒーロー) Demashita Nyū Hīrō) Wyemitowano dnia 18 czerwca 1993.
18. Tajemniczy Byakkuś (jap. ㊙の白虎ちゃん (Himitsu) no Byakko-chan) Wyemitowano dnia 25 czerwca 1993.
19. Piękna dziewczyna z bijącym sercem (jap. ドキドキ美少女 Dokidoki Bishōjo) Wyemitowano dnia 2 lipca 1993.
20. Otwarcie Pałacu Gormy (jap. 初公開ゴーマ宮 Hatsu Kōkai Gōma-kyū) Wyemitowano dnia 9 lipca 1993.
21. Narodziny Bestii Czi (jap. 気伝獣様ご誕生 Kidenjū-sama Go-tanjō) Wyemitowano dnia 16 lipca 1993.
22. Tajemnicza moc tygrysiego kociaka (jap. 虎の子大秘術!! Tora no Ko Dai Hijutsu!!) Wyemitowano dnia 23 lipca 1993.
23. Miłość na pełnym gazie (jap. 純愛まっしぐら Jun'ai Masshigura) Wyemitowano dnia 30 lipca 1993.
24. Super bejsbol 3 Kretynów! (jap. 3バカ超野球! San Baka Chō Yakyū!) Wyemitowano dnia 6 sierpnia 1993.
25. Drużyna zła (jap. ぞろぞろ裏戦隊 Zorozoro Ura Sentai) Wyemitowano dnia 13 sierpnia 1993.
26. Zły, zły, bardzo zły koleś (jap. 嫌な嫌な嫌な奴 Iya na Iya na Iya na Yatsu) Wyemitowano dnia 20 sierpnia 1993.
27. Ostateczna pięść (jap. 最終拳だだだッ Saishū Ken Da Da Da) Wyemitowano dnia 27 sierpnia 1993.
28. Pełny wejście!! (jap. 総登場だぎゃ!! Sō Tōjō Dagya!!) Wyemitowano dnia 3 września 1993.
29. Sekretna opowieść o łzach matki i dziecka (jap. 母子涙の㊙裏話 Haha Ko Namida no Maruhi Urabanashi) Wyemitowano dnia 10 września 1993.
30. Zabójczy, szybko-mówiący pracoholik (jap. 必殺早口仕事人 Hissatsu Hayakuchi Shigotonin) Wyemitowano dnia 17 września 1993.
31. Znowu nowy bohater (jap. また出た新戦士(ニューヒーロー) Mata Deta Nyū Hīrō) Wyemitowano dnia 24 września 1993.
32. Złoty kopniak diabła (jap. 黄金キックの鬼 Ōgon Kikku no Oni) Wyemitowano dnia 1 października 1993.
33. Pierwsze doświadczenie idolki (jap. アイドル初体験 Aidoru Hatsu Taiken) Wyemitowano dnia 8 października 1993.
34. Polowanie na kolczastą dziewczynę (jap. トゲトゲ少女狩 Togetoge Shōjogari) Wyemitowano dnia 15 października 1993.
35. Nowy Tajny Styl - Pajęczy Taniec (jap. 新奥義クモの舞 Shin Ōgi Kumo no Mai) Wyemitowano dnia 22 października 1993.
36. Żal 6000 lat (jap. 恨み節6千年… Urami-bushi Rokusennen...) Wyemitowano dnia 29 października 1993.
37. Musisz to zobaczyć!! Wielki koleś (jap. 必見!! でけェ奴 Hikken!! Dekee Yatsu) Wyemitowano dnia 5 listopada 1993.
38. Hę!! Zawieszenie broni!? (jap. えーッ!! 停戦!? Ēe!! Teisen!?) Wyemitowano dnia 12 listopada 1993.
39. Pięść diabła padająca przed słońcem (jap. 魔拳 落日に散る Maken Rakujitsu ni Chiru) Wyemitowano dnia 19 listopada 1993.
40. Żegnajcie 3 Kretyni (jap. さらば! 3バカ Saraba! San Baka) Wyemitowano dnia 26 listopada 1993.
41. Wniebowstąpienie Kujaku (jap. クジャク大昇天 Kujaku Daishōten) Wyemitowano dnia 3 grudnia 1993.
42. Prosto do mamusi (jap. 母ちゃん一直線 Kāchan Itchokusen) Wyemitowano dnia 10 grudnia 1993.
43. Zakazana przeszłość Białego (jap. 激白禁断の過去 Gekihaku Kindan no Kako) Wyemitowano dnia 17 grudnia 1993.
44. Poruszające!! Ty też płacz (jap. 感動!! 君も泣け Kandō!! Kimi mo Nake) Wyemitowano dnia 24 grudnia 1993.
45. Rozwiązanie na serio (jap. 本気（マジ）で解散!! Maji de Kaisan) Wyemitowano dnia 7 stycznia 1993.
46. Bezsilni bohaterowie (jap. 英雄（ヒーロー）まるはだか Hīrō Maruhadaka) Wyemitowano dnia 14 stycznia 1994.
47. Naprawdę zadziwiająca prawda (jap. すっげェ～真実 Suggē Shinjitsu) Wyemitowano dnia 21 stycznia 1994.
48. Heroiczna śmierć Mistrza (jap. 壮絶!! 道士死す Sōzetsu!! Dōshi Shisu) Wyemitowano dnia 28 stycznia 1994.
49. Ostateczna walka (jap. 最終決戦だァッ Saishū Kessen Dā) Wyemitowano dnia 4 lutego 1994.
50. NO TO JAZDA! (jap. 行くぞォォッ Iku zoō) Wyemitowano dnia 11 lutego 1994

## Obsada
- Keiichi Wada – Ryō / Smok Ranger
- Tatsuya Nōmi – Daigo / Lew Ranger
- Ei Hamura – Shōji / Pegaz Ranger
- Keisuke Tsuchiya – Kazu / Kirin Ranger
- Natsuki Takahashi – Lin / Feniks Ranger
- Hisashi Sakai – Kō / Kieł Ranger
- Kōji Naka – Kaku
- Wataru Abe – Byakko (głos)
- Rintarō Nishi – Shadam
- Akiko Kuruso – Gara
- Maroshi Tamura – Zaidos
- Shohei Shibata – Akomaru
- Munemaru Kōda – Gorma Piętnasty
- Yutaka Hirose – Jin Matoba
- Takeshi Kuwabara – Mistrz Guhon
- Masako Morishita – Kujaku
- Mikiko Miki – matka Kō i Akomaru
- Daisuke Tsuchiya – Klon Kazu
- Ikko Tadano – Kameo

Aktorzy kostiumowi
- Naoki Ōfuji –
  - Smok Ranger,
  - Kieł Ranger
- Tsutomu Kitagawa – Lew Ranger
- Shoji Hachisuka – Pegaz Ranger
- Hirofumi Ishigaki –
  - Kirin Ranger,
  - Wong Tygrys / Kiba Daiō
- Rie Murakami – Feniks Ranger
- Minoru Watanabe – Kieł Ranger
- Hideaki Kusaka –
  - Daijinryū,
  - Ryūseiō / Dairenō,
  - Kameo,
  - różne role
- Hirofumi Fukuzawa – Ryūseiō

Źródło:

## Muzyka
Opening
- "Gosei Sentai Dairanger" (jap. 五星戦隊ダイレンジャー Gosei Sentai Dairenjā)

Słowa: Saburo Yatsude
Kompozycja: Katsuo Ōno
Aranżacja: Kenji Yamamoto
Wykonanie: New JACK Takurō
Ending
- "Oretachi Muteki Sa!! Dairanger" (jap. 俺たち無敵さ!! ダイレンジャー Oretachi Muteki Sa!! Dairenjā)

Słowa: Saburo Yatsude
Kompozycja: Katsuo Ōno
Aranżacja: Kenji Yamamoto
Wykonanie: New JACK Takurō

## Informacje dodatkowe
- Czwórka z siedmiu Bestii Czi nawiązuje do czterech legendarnych chińskich bestii zwanych Si Ling: Ryūseiō do Qing Longa, Gwiezdny Feniks do Zhu Que, Wong Tygrys do Bai Hu zaś Daimugen do Xuan Wu. Daijinryu jest nawiązaniem do Huang Longa, gdyż jest najsilniejszą bestią a w konflikcie między dobrem a złem jest neutralna. Pierwowzory pozostałych trzech Bestii Czi również występują w chińskiej mitologii.
- Keisuke Tsuchiya miał początkowo zagrać rolę Ryō, zaś rola Kazu przypadła Keiichiemu Wadzie, jednak kilka tygodni przed rozpoczęciem kręcenia pierwszego odcinka doszło do zamiany ról.